# Anita Cornwell
Anita Cornwell (Greenwood (South Carolina), 23 september 1923 – Germantown (Philadelphia), 27 mei 2023) was een Amerikaanse journaliste en schrijfster. Ze was de eerste Afro-Amerikaanse schrijfster die zich openlijk als lesbienne identificeerde in haar werk.

## Biografie
Anita Cornwell werd geboren in Greenwood in South Carolina en verhuisde nog in haar tienerjaren naar Philadelphia. Ze studeerde journalistiek aan de Temple-universiteit. In 1948 studeerde ze af en ging ze werken voor de The Philadelphia Tribune en de Philadelphia Bulletin. Tussen 1950 en 1980 schreef ze poëzie en essays in verschillende lesbische en feministische tijdschriften, zoals Feminist Review. Na de Stonewall-rellen in 1969 raakte Cornwell betrokken bij de lesbisch-feministische politiek van die tijd. In 1971 richtte ze de Radicalesbians op, een groep die gevormd werd als reactie op het door mannen gedomineerde Gay Liberation Front.
In 1983 verscheen haar boek Black Lesbian in White America en hierin legde ze uit hoe lesbiennes hun geïnternaliseerde vrouwenhaat én hun geïnternaliseerde homofobie konden aanpakken. Het was een revolutionaire theorie toen ze die voor het eerst onderzocht. Cornwell sprak zich ook uit tegen racisme binnen het feminisme.
Ze bezocht met enige regelmaat het Women's Center van de Universiteit van Pennsylvania en bracht ook de nodige tijd door met het geven van poëzielezingen in Philadelphia. In haar laatste jaren had Cornwell last van dementie. Ze overleed in 2023, op 99-jarige leeftijd.